# منطقة رودربرياج
رودربرياج رمزها «RP» (بالإنجليزية: Rudraprayag)‏ ، هو تقسيم إداري لدولة الهند تتبع ولاية أوتاراخند (بالإنجليزية: Uttarakhand)‏ ، مركزها هو مدينة رودربرياج (بالإنجليزية: Rudraprayag)‏ عدد سكانها حسب تعداد سنة 2001 هو 227,461 ، مساحتها 1,896 كم² وكثافة السكان 120 لكل كم² .